# ایستگاه ابردین (اسکای‌ترین)
ایستگاه ابردین (انگلیسی: Aberdeen station) یک ایستگاه مرتفع در خط کانادا مترو ونکوور اسکای‌ترین (ونکوور) سیستم حمل و نقل سریع مترو است که در ریچموند، بریتیش کلمبیا، کانادا واقع شده‌است. نام آن از میدان ابردین و ابردین سنتر مجاور، بزرگترین مرکز خرید با مضمون آسیایی ریچموند گرفته شده‌است.